# متلازمة إفراز السيتوكين
متلازمة إفراز السيتوكين هي المضاعفات الشائعة التي تحدث فورًا عند الحقن بالجسم المضاد للخلية التائية اللمفاوية مثل الغلوبولين المضاد للتوتة (ATG) والموروموناب عنقود التمايز 3 (Muromonab-CD3) وعقار تي جي إن 1412 (TGN1412), وأيضًا مع استخدام الجسم المضاد روتكسيماب (Rituximab) عنقود التمايز 20 (CD-20)، وتُعْرَفُ هذه الظاهرة في الحالات المُتَفَاقِمة باسم عاصفة السيتوكين (وهو رد فعلٍ مناعيٍّ مفرط يؤدي إلى قيام الخلايا المناعية باعتداءٍ شرس على الرئتين).
وتتمثل آلية المرض في ارتباط الأجسام المضادة بمستقبلات الخلايا التائية، الأمر الذي يؤدي إلى تنشيط الخلايا التائية قبل تدميرها؛ حيث إنَّ بروتينات الـسيتوكين التي تفرزها الخلايا التائية المُنَشَّطة تعمل على إنتاج نوعٍ من الاستجابة الالتهابية الجهازية شبيهة بتلك التي تظهر في حالات العدوى الشديدة والتي تتسم بـانخفاض ضغط الدم والحمى والشعور بالقشعريرة، وغالبًا ما يشعر المريض بالإعياء الشديد، مثل الشعور بـحمى شديدة وamp;amp;ndash; ولكن في الواقع تُعد متلازمة إفراز السيتوكين بالتأكيد نوعًا من الحمى غير المعدية.
وقد تم الإبلاغ عن بعض حالات الوفيات التي نجمت عن متلازمة إفراز السيتوكين بعد الحقن بعقار «الموروموناب CD3»، كما يمكن أن تسفر عن الإصابة بـوذمة الرئة التي قد تهدد حياة المريض إذا تفاقمت كمية السوائل داخل الرئة، وغالبًا لا يُعد المرض خطيرًا إذا ما تمت معالجته بطريقةٍ صحيحة إلا أنه يظل مصدرًا للإزعاج بالنسبة للمريض.
ويقل تأثير هذه الظاهرة بشكلٍ كبير من خلال طرقٍ عدة: أولاً- استخدام جرعاتٍ قليلة من «الموروموناب CD3» (مثلاً 2 ملغم بدلاً من 5 ملغم)، ثانيًا- الحقن البطيء بدلاً من الحقن السريع، ثالثًا- الحقن الوريدي للأدوية المضادة للهستامين (مثل عقار «كلورفينامين») وللكورتيزون (مثل عقار «الكورتيزول») قبل الحقن «بالموروموناب CD3» و«الغلوبولين المضاد للتوتة»، مع إعطاء جرعاتٍ إضافية من مضادات الهستامين والستيرويد خلال الحقن عند الضرورة، رابعًا- تناول 500 ملغم من عقار «الأسيتامينوفين» أو «الباراسيتامول» قبل ساعةٍ من الحقن عن طريق الفم لتجنب الإصابة بالحمى. علاوةً على ذلك، فمن المستحسن أن يتم علاج أية زيادةٍ في سوائل الجسم قبل أخذ الجرعة الأولى، وذلك إما عن طريق الغسيل الكلوي أو حقن «الفورميسيد» عن طريق الوريد، وهذا لمنع حدوث أي تطورٍ ممكن لمرض الوذمة الرئوية.